# Escudo de Puebla
El Escudo del estado mexicano de Puebla tiene proporciones de 3:4. Se encuentra dividido en cuatro cuarteles, que contienen los siguientes elementos:
- 12 partes desiguales la del cuartel inferior derecho una industria.

En la confluencia de los cuatro campos anteriores, hay un escudo cuya forma recuerda el concedido por la Corona española a la ciudad de Puebla en ocasión de su fundación. Este escudo contiene la leyenda: 5 de mayo de 1862.
El escudo tiene una bordura blanca con la leyenda «Unidos en el tiempo, en el esfuerzo, en la justicia y en la esperanza».
El escudo está coronado con los perfiles de cuatro montañas, que son el Citlaltépetl o Pico de Orizaba, el Popocatépetl, el Iztaccíhuatl y el Matlacuéitl o Malinche. El conjunto está circundado por dos serpientes emplumadas ascendentes, cuyas colas son mazorcas de maíz, y que sostienen sobre las cuatro montañas la máscara de Tláloc. Las serpientes llevan marcadas huellas de pies humanos, y cargan cada una cuatro soles.
Bajo el conjunto anterior, hay un listón con la leyenda «Estado Libre y Soberano de Puebla».

## Interpretación
- El cuartel superior izquierdo representa la industria textil de Puebla iniciada por Esteban de Antuñano. Fue en Puebla donde se establecieron las primeras fábricas del país.
- El cuartel superior derecho representa la presa Necaxa, construida en tiempos de Porfirio Díaz en el norte de Puebla. Se trata de la primera planta generadora de electricidad que se construyó en México.
- El cuartel inferior izquierdo representa las luchas libertarias del pueblo mexicano. Y más específicamente, representa la rebelión de los hermanos Serdán, quienes, al ser los primeros en levantarse de acuerdo con el Plan de San Luis de Francisco I. Madero, dieron inicio a la Revolución mexicana.
- El cuartel inferior derecho representa la agricultura del maíz, la cual tuvo su origen en el valle de Tehuacán, en territorio poblano, y cuyos vestigios más antiguos fueron encontrados en la cueva de Coxcatlán.

Las serpientes emplumadas representan a Quetzalcóatl, creador de la humanidad de la presente era cósmica, regida por el Quinto Sol, el Sol de Movimiento (Nahui Ollin). Por ello va marcada con las huellas de los hombres de las eras anteriores. Los soles cosmogónicos que cargan los lomos de las serpientes recuerdan a la humanidad pretérita que se proyecta hacia el futuro.
Las montañas representan las elevaciones más importantes del estado de Puebla, que comparte con sus vecinos. Tres de ellas son, además, las más altas del país.
La máscara de Tláloc representa la lluvia, y por extensión la vida, cristalizada en las mazorcas de maíz que llevan las serpientes en la cola. En la parte superior, el dios Tláloc, las montañas Citláltepetl, el Iztaccíhuatl y el Popocatépetl; la Matlacuelle o Malinche.